# 3e étape du Tour de France 2002
Pour un article plus général, voir Tour de France 2002.
La 3e étape du Tour de France 2002 a eu lieu le 9 juillet 2002 entre Metz et Reims une distance de 174,5 km. Elle a été remportée par l'Australien Robbie McEwen (Lotto-Adecco) devant l'l'Allemand Erik Zabel (Telekom) et un autre Australien, Baden Cooke (Fdjeux.com).Grâce aux bonifications, Zabel est le nouveau porteur du maillot jaune  au détriment du Suisse Rubens Bertogliati (Lampre-Daikin) à l'issue de l'étape.

## Classement de l'étape
| \| Classement de l'étape \| Classement de l'étape \| Classement de l'étape \| Classement de l'étape \| Classement de l'étape \| \| Coureur \| Coureur \| Pays \| Équipe \| Temps \| \| --------------------- \| --------------------- \| --------------------- \| --------------------- \| --------------------- \| \| 1er \| Robbie McEwen \| Australie \| Lotto-Adecco \| 4 h 13 min 37 s \| \| 2e \| Erik Zabel \| Allemagne \| Telekom \| + 0 s \| \| 3e \| Baden Cooke \| Australie \| Fdjeux.com \| + 0 s \| \| 4e \| Andrej Hauptman \| Slovénie \| Tacconi Sport \| + 0 s \| \| 5e \| Fabio Baldato \| Italie \| Fassa Bortolo \| + 0 s \| \| 6e \| Paolo Bossoni \| Italie \| Tacconi Sport \| + 0 s \| \| 7e \| Jaan Kirsipuu \| Estonie \| AG2R Prévoyance \| + 0 s \| \| 8e \| François Simon \| France \| Bonjour \| + 0 s \| \| 9e \| Ján Svorada \| Tchéquie \| Lampre-Daikin \| + 0 s \| \| 10e \| Stuart O'Grady \| Australie \| Crédit Agricole \| + 0 s \| |                 |           |                 |                 |
| |                 |           |                 |                 |
| |                 |           |                 |                 |
| Classement de l'étape |                 |           |                 |                 |
| Coureur | Coureur         | Pays      | Équipe          | Temps           |
| 1er | Robbie McEwen   | Australie | Lotto-Adecco    | 4 h 13 min 37 s |
| 2e | Erik Zabel      | Allemagne | Telekom         | + 0 s           |
| 3e | Baden Cooke     | Australie | Fdjeux.com      | + 0 s           |
| 4e | Andrej Hauptman | Slovénie  | Tacconi Sport   | + 0 s           |
| 5e | Fabio Baldato   | Italie    | Fassa Bortolo   | + 0 s           |
| 6e | Paolo Bossoni   | Italie    | Tacconi Sport   | + 0 s           |
| 7e | Jaan Kirsipuu   | Estonie   | AG2R Prévoyance | + 0 s           |
| 8e | François Simon  | France    | Bonjour         | + 0 s           |
| 9e | Ján Svorada     | Tchéquie  | Lampre-Daikin   | + 0 s           |
| 10e | Stuart O'Grady  | Australie | Crédit Agricole | + 0 s           |

## Classement général
Au classement général, l'Allemand Erik Zabel (Telekom) s'empare du maillot jaune de leader grâce aux bonifications récoltées durant l'étape. Il le porte pour la seconde fois après une journée lors de l'édition 1998. Les bonifications permettent également au vainqueur de l'étape l'Australien Robbie McEwen (Lotto-Adecco) de remonter à la seconde place du classement à huit secondes. L'ancien leader, le Suisse Rubens Bertogliati (Lampre-Daikin) se retrouve maintenant troisième avec un débours de quatorze secondes.
| \| Classement général \| Classement général \| Classement général \| Classement général \| Classement général \| \| Coureur \| Coureur \| Pays \| Équipe \| Temps \| \| ------------------ \| ------------------ \| ------------------ \| ------------------------------- \| ------------------ \| \| 1er \| Erik Zabel \| Allemagne \| Telekom \| 13 h 31 min 35 s \| \| 2e \| Robbie McEwen \| Australie \| Lotto-Adecco \| + 8 s \| \| 3e \| Rubens Bertogliati \| Suisse \| Lampre-Daikin \| + 14 s \| \| 4e \| Laurent Jalabert \| France \| CSC-Tiscali \| + 17 s \| \| 5e \| Lance Armstrong \| États-Unis \| US Postal Service \| DQ \| \| 6e \| Raimondas Rumšas \| Lituanie \| Lampre-Daikin \| + 20 s \| \| 7e \| Santiago Botero \| Colombie \| Kelme-Costa Blanca \| + 21 s \| \| 8e \| David Millar \| Royaume-Uni \| Cofidis-Le Crédit par Téléphone \| + 22 s \| \| 9e \| Laurent Brochard \| France \| Jean Delatour \| + 23 s \| \| 10e \| Óscar Freire \| Espagne \| Mapei-Quick Step \| + 25 s \| |                    |             |                                 |                  |
| |                    |             |                                 |                  |
| |                    |             |                                 |                  |
| Classement général |                    |             |                                 |                  |
| Coureur | Coureur            | Pays        | Équipe                          | Temps            |
| 1er | Erik Zabel         | Allemagne   | Telekom                         | 13 h 31 min 35 s |
| 2e | Robbie McEwen      | Australie   | Lotto-Adecco                    | + 8 s            |
| 3e | Rubens Bertogliati | Suisse      | Lampre-Daikin                   | + 14 s           |
| 4e | Laurent Jalabert   | France      | CSC-Tiscali                     | + 17 s           |
| 5e | Lance Armstrong    | États-Unis  | US Postal Service               | DQ               |
| 6e | Raimondas Rumšas   | Lituanie    | Lampre-Daikin                   | + 20 s           |
| 7e | Santiago Botero    | Colombie    | Kelme-Costa Blanca              | + 21 s           |
| 8e | David Millar       | Royaume-Uni | Cofidis-Le Crédit par Téléphone | + 22 s           |
| 9e | Laurent Brochard   | France      | Jean Delatour                   | + 23 s           |
| 10e | Óscar Freire       | Espagne     | Mapei-Quick Step                | + 25 s           |

## Classements annexes
| Classement par points | Classement par points | Classement par points | Classement par points | Classement par points |
| Coureur               | Coureur               | Pays                  | Équipe                | Points                |
| --------------------- | --------------------- | --------------------- | --------------------- | --------------------- |
| 1er                   | Erik Zabel            | Allemagne             | Telekom               | 96 pts                |
| 2e                    | Robbie McEwen         | Australie             | Lotto-Adecco          | 91 pts                |
| 3e                    | Óscar Freire          | Espagne               | Mapei-Quick Step      | 71 pts                |
| 4e                    | Stuart O'Grady        | Australie             | Crédit Agricole       | 56 pts                |
| 5e                    | Baden Cooke           | Australie             | Fdjeux.com            | 55 pts                |

| Classement par points | Classement par points | Classement par points | Classement par points | Classement par points |
| Coureur               | Coureur               | Pays                  | Équipe                | Points                |
| --------------------- | --------------------- | --------------------- | --------------------- | --------------------- |
| 1er                   | Erik Zabel            | Allemagne             | Telekom               | 96 pts                |
| 2e                    | Robbie McEwen         | Australie             | Lotto-Adecco          | 91 pts                |
| 3e                    | Óscar Freire          | Espagne               | Mapei-Quick Step      | 71 pts                |
| 4e                    | Stuart O'Grady        | Australie             | Crédit Agricole       | 56 pts                |
| 5e                    | Baden Cooke           | Australie             | Fdjeux.com            | 55 pts                |

| Classement de la montagne | Classement de la montagne | Classement de la montagne | Classement de la montagne | Classement de la montagne |
| Coureur                   | Coureur                   | Pays                      | Équipe                    | Points                    |
| ------------------------- | ------------------------- | ------------------------- | ------------------------- | ------------------------- |
| 1er                       | Christophe Mengin         | France                    | Fdjeux.com                | 29 pts                    |
| 2e                        | Stéphane Bergès           | France                    | AG2R Prévoyance           | 26 pts                    |
| 3e                        | Ludo Dierckxsens          | Belgique                  | Lampre-Daikin             | 15 pts                    |
| 4e                        | Patrice Halgand           | France                    | Jean Delatour             | 9 pts                     |
| 5e                        | Sylvain Chavanel          | France                    | Bonjour                   | 6 pts                     |

| Classement de la montagne | Classement de la montagne | Classement de la montagne | Classement de la montagne | Classement de la montagne |
| Coureur                   | Coureur                   | Pays                      | Équipe                    | Points                    |
| ------------------------- | ------------------------- | ------------------------- | ------------------------- | ------------------------- |
| 1er                       | Christophe Mengin         | France                    | Fdjeux.com                | 29 pts                    |
| 2e                        | Stéphane Bergès           | France                    | AG2R Prévoyance           | 26 pts                    |
| 3e                        | Ludo Dierckxsens          | Belgique                  | Lampre-Daikin             | 15 pts                    |
| 4e                        | Patrice Halgand           | France                    | Jean Delatour             | 9 pts                     |
| 5e                        | Sylvain Chavanel          | France                    | Bonjour                   | 6 pts                     |

| Classement du meilleur jeune | Classement du meilleur jeune | Classement du meilleur jeune | Classement du meilleur jeune    | Classement du meilleur jeune |
| Coureur                      | Coureur                      | Pays                         | Équipe                          | Temps                        |
| ---------------------------- | ---------------------------- | ---------------------------- | ------------------------------- | ---------------------------- |
| 1er                          | Rubens Bertogliati           | Suisse                       | Lampre-Daikin                   | 13 h 31 min 49 s             |
| 2e                           | David Millar                 | Royaume-Uni                  | Cofidis-Le Crédit par Téléphone | + 8 s                        |
| 3e                           | Baden Cooke                  | Australie                    | Fdjeux.com                      | + 15 s                       |
| 4e                           | Ivan Basso                   | Italie                       | Fassa Bortolo                   | + 23 s                       |
| 5e                           | Sandy Casar                  | France                       | Fdjeux.com                      | + 24 s                       |

| Classement du meilleur jeune | Classement du meilleur jeune | Classement du meilleur jeune | Classement du meilleur jeune    | Classement du meilleur jeune |
| Coureur                      | Coureur                      | Pays                         | Équipe                          | Temps                        |
| ---------------------------- | ---------------------------- | ---------------------------- | ------------------------------- | ---------------------------- |
| 1er                          | Rubens Bertogliati           | Suisse                       | Lampre-Daikin                   | 13 h 31 min 49 s             |
| 2e                           | David Millar                 | Royaume-Uni                  | Cofidis-Le Crédit par Téléphone | + 8 s                        |
| 3e                           | Baden Cooke                  | Australie                    | Fdjeux.com                      | + 15 s                       |
| 4e                           | Ivan Basso                   | Italie                       | Fassa Bortolo                   | + 23 s                       |
| 5e                           | Sandy Casar                  | France                       | Fdjeux.com                      | + 24 s                       |

| Classement par équipes | Classement par équipes          | Classement par équipes | Classement par équipes |
| Équipe                 | Équipe                          | Pays                   | Temps                  |
| ---------------------- | ------------------------------- | ---------------------- | ---------------------- |
| 1re                    | CSC-Tiscali                     | Danemark               | 40 h 36 min 10 s       |
| 2e                     | Cofidis-Le Crédit par Téléphone | France                 | + 3 s                  |
| 3e                     | US Postal Service               | États-Unis             | + 3 s                  |
| 4e                     | Kelme-Costa Blanca              | Espagne                | + 5 s                  |
| 5e                     | ONCE-Eroski                     | Espagne                | + 9 s                  |

| Classement par équipes | Classement par équipes          | Classement par équipes | Classement par équipes |
| Équipe                 | Équipe                          | Pays                   | Temps                  |
| ---------------------- | ------------------------------- | ---------------------- | ---------------------- |
| 1re                    | CSC-Tiscali                     | Danemark               | 40 h 36 min 10 s       |
| 2e                     | Cofidis-Le Crédit par Téléphone | France                 | + 3 s                  |
| 3e                     | US Postal Service               | États-Unis             | + 3 s                  |
| 4e                     | Kelme-Costa Blanca              | Espagne                | + 5 s                  |
| 5e                     | ONCE-Eroski                     | Espagne                | + 9 s                  |